# Пепсі-центр
 «Пепсі-центр»  (англ. Pepsi Center) — спортивний комплекс у Денвер, Колорадо (США), відкритий у 1999 році. Місце проведення міжнародних змагань з кількох видів спорту і домашня арена для команд Колорадо Аваланч, НХЛ і Денвер Наггетс, НБА.

## Місткість
- Баскетбол 19 099
- Хокей із шайбою 18 007
- Футбол 17 210